# Challenger de Belo Horizonte
El torneo BH Tennis Open International Cup es un torneo profesional de tenis disputado en pistas de polvo de ladrillo.Pertenece al ATP Challenger Series. Se juega desde el año 1992 sobre tierra batida , en Belo Horizonte, Brasil.

## Palmarés

### Individuales
| Año  | Campeón                | Finalista              | Resultado           |
| ---- | ---------------------- | ---------------------- | ------------------- |
| 2011 | Júlio Silva            | Gastão Elias           | 6–4, 6–4            |
| 2010 | Rogério Dutra da Silva | Facundo Argüello       | 6–4, 6–3            |
| 2009 | Júlio Silva            | Eduardo Schwank        | 4–6, 6–3, 6–4       |
| 2008 | Santiago González      | Nicolás Massú          | 6–4, 6–3            |
| 2007 | Brian Dabul            | Eduardo Schwank        | 6–7(4), 7–6(5), 6–3 |
| 2006 | Thiago Alves           | André Sá               | 6–3, 0–6, 6–4       |
| 2005 | John Paul Fruttero     | Kristian Pless         | 7–6(4), 7–6(6)      |
| 2004 | Janko Tipsarević       | Ricardo Mello          | 6–4, 5–7, 6–4       |
| 2003 | Julio Peralta          | Danai Udomchoke        | 7–6(6), 1–6, 6–1    |
| 2002 | Ricardo Mello          | Alexandre Simoni       | 6–3, 6–3            |
| 2001 | Eric Taino             | Flávio Saretta         | 5–7, 6–1, 6–2       |
| 2000 | Nenad Zimonjić         | Jean-François Bachelot | 6–3, 6–7(6), 7–5    |
| 1999 | Jamie Delgado          | Daniel Melo            | 6–2, 7–6            |
| 1998 | Francisco Costa        | Gastón Gaudio          | 4-6, 6-2, 6-4       |
| 1997 | Roberto Jabali         | André Sá               | 2–6, 7–5, 6–3       |
| 1996 | Jaime Oncins           | Maurice Ruah           | 6–4, 6–3            |
| 1995 | Steve Campbell         | João Cunha Silva       | 6–2, 6–3            |
| 1994 | Fabio Silberberg       | Marco Meneschincheri   | 7–6, 6–3            |
| 1993 | Martin Blackman        | David Adams            | 6–7, 6–4, 7–6       |
| 1992 | Gilbert Schaller       | João Cunha Silva       | 6–4, 6–7, 6–0       |

### Dobles
| Año  | Campeones                              | Finalistas                            | Resultado             |
| ---- | -------------------------------------- | ------------------------------------- | --------------------- |
| 2011 | Guido Andreozzi Eduardo Schwank        | Ricardo Hocevar Christian Lindell     | 6–2, 6–4              |
| 2010 | Rodrigo Grilli Leonardo Kirche         | Christian Lindell João Souza          | 6–3, 6–3              |
| 2009 | Márcio Torres Izak van der Merwe       | Juan-Pablo Amado Eduardo Schwank      | w/o                   |
| 2008 | Santiago González Aisam-ul-Haq Qureshi | Daniel Silva Caio Zampieri            | 6–3, 7–6              |
| 2007 | Santiago González Bruno Soares         | Márcio Torres Nicolas Tourte          | 6–7(3–7), 6–4, [10–5] |
| 2006 | Marcelo Melo André Sá                  | Jean-Julien Rojer Márcio Torres       | 6–1, 6–4              |
| 2005 | Lesley Joseph Aleksandar Vlaski        | Juan Martín del Potro Máximo González | 7–6(10–8), 6–4        |
| 2004 | Sanchai Ratiwatana Sonchat Ratiwatana  | Marcos Daniel Iván Miranda            | 6–2, 7–5              |
| 2003 | Marcos Daniel Alexandre Simoni         | Kentaro Masuda Takahiro Terachi       | 6–4, 6–2              |
| 2002 | Daniel Melo Marcelo Melo               | Denis Golovanov Michael Joyce         | 6–3, 6–4              |
| 2001 | Dejan Petrovic Andy Ram                | Barry Cowan Eric Taino                | 6–3, 6–4              |
| 2000 | Daniel Melo Alexandre Simoni           | Jamie Delgado Martin Lee              | 6–4, 6–4              |
| 1999 | Daniel Melo Antonio Prieto             | Jamie Delgado Martin Lee              | 6–2, 3–6, 7–5         |
| 1998 | Satoshi Iwabuchi Thomas Shimada        | Jeff Coetzee Damien Roberts           | 6–7, 7–5, 7–5         |
| 1997 | Gabriel Trifu Glenn Weiner             | Nelson Aerts André Sá                 | 1–6, 6–3, 6–4         |
| 1996 | Leonardo Lavalle Maurice Ruah          | Luis Herrera Gabriel Trifu            | 5–7, 6–4, 6–4         |
| 1995 | David DiLucia Dan Kronauge             | Egberto Caldas Cristiano Testa        | 6–7, 6–3, 6–3         |
| 1994 | Nelson Aerts Danilo Marcelino          | Otavio Della Marcelo Saliola          | 7–5, 6–3              |
| 1993 | Ricardo Acioly Nicolas Pereira         | Felipe Rivera Fernando Roese          | 7–6, 5–7, 6–3         |
| 1992 | Nelson Aerts Alexandre Hocevar         | João Cunha Silva Cesar Kist           | 6–1, 6–7, 6–2         |